# Crucigenia
Crucigenia, rod zelenih algi čija prtipadnoist porodici i redu unutar razreda Trebouxiophyceae još nije utvrđena. Pripada mu desetak vrsta (14), a tipična je slatkovoidna alga Crucigenia quadrata.

## Vrste
1. Crucigenia australis Playfair
2. Crucigenia cordata Playfair
3. Crucigenia cruxmichaeli (Reinsch) Playfair
4. Crucigenia fenestrata (Schmidle) Schmidle
5. Crucigenia floralis Playfair
6. Crucigenia lauterbornii (Schmidle) Schmidle
7. Crucigenia mucronata (G.M.Smith) Komárek
8. Crucigenia pyriformis Beck
9. Crucigenia quadrata Morren - tipična
10. Crucigenia quadriseta Seckt
11. Crucigenia setifera S.S.Wang
12. Crucigenia smithii (Bourrelly) Komárek
13. Crucigenia uzbekistanica Ergashev
14. Crucigenia variabilis S.S.Wang